# Natàlia Timòixkina
Natàlia Timòixkina (ucraïnès: Наталія Леонідівна Тимошкіна)  (óblast de Jitòmir, 25 de maig de 1952), de soltera Xerstiuk (Шерстюк) és una ex-jugadora d'handbol ucraïnesa que va competir sota bandera soviètica entre les dècades de 1960 i 1980.
El 1976 va prendre part en els Jocs Olímpics de Mont-real, on guanyà la medalla d'or en la competició d'handbol. Quatre anys més tard, als Jocs de Moscou, revalidà la medalla d'or en la competició d'handbol.
En el seu palmarès també destaquen dues medalles de plata al Campionat del món d'handbol, el 1975 i 1978, i una de bronze al de 1973. A nivell de clubs jugà principalment al Spartak de Kíev, amb qui guanyà les lligues soviètiques de 1969 a 1975 i 1977 a 1979, la copa soviètica de 1977 i la Copa d'Europa de 1973, 1975, 1977 i 1979.